# Eugenio Nasarre Goicoechea
Eugenio Nasarre Goicoechea (castellà: Eugenio Nasarre)  (Madrid, 2 de març de 1946 - 27 de gener de 2024) va ser un polític espanyol.

## Biografia
Llicenciat en Dret, Filosofia i Lletres i Ciències Polítiques i Econòmiques i graduat en Periodisme, va ser funcionari del Cos Superior d'Administradors Civils de l'Estat, i va estar vinculat a l'Asociación Católica Nacional de Propagandistas.
Va iniciar la seva carrera política durant l'època de la Transició espanyola, militant a Esquerra Democràtica, el partit democristià de Joaquín Ruiz-Giménez. El novembre de 1977 s'integrà a la Unió del Centre Democràtic i, a partir d'aquell moment, exercí diversos càrrecs de confiança durant els governs d'Adolfo Suárez i Leopoldo Calvo-Sotelo: director del gabinet tècnic del ministre d'Educació (1978-1979), al costat d'Íñigo Cavero; director general d'Afers Religiosos del Ministeri de Justícia (1979-1980); subsecretari de Cultura (1980-1982) i director general de RTVE (1982).
Entre 1994 i 1996 va ser membre del Consell d'Administració de RTVE. Després de la victòria del Partit Popular en les eleccions generals espanyoles de 1996, fou nomenat per la llavors ministra d'Educació i Cultura, Esperanza Aguirre, secretari general d'Educació, càrrec que ocupà fins a 1998.
Va ser elegit membre del Congrés dels Diputats a la VII, VIII, IX i X Legislatures pel Partit Popular.